# 比尤拉 (阿拉巴馬州)
比尤拉（英語：Beulah）是一個位於美國阿拉巴馬州李縣的非建制地區。該地的面積和人口皆未知。

## 地理
比尤拉的座標為32°42′40″N 85°10′56″W / 32.71111°N 85.18222°W，而該地的平均海拔高度為213米（即699英尺）。